# کرگدن سفید جنوبی
گرگدن سفید جنوبی (نام علمی: Ceratotherium simum simum) نام یک زیرگونه از گونه کرگدن سفید است.